# 八十蘇場の清水
八十蘇場の清水（やそばのしみず）は香川県坂出市に所在する冷泉である。「やそば」は八十場・八十八・弥蘇場などとも表記される。古くは野澤井と呼ばれた。泉の脇には弥蘇場地蔵堂があり、本尊は地蔵菩薩で四国八十八箇所番外札所。

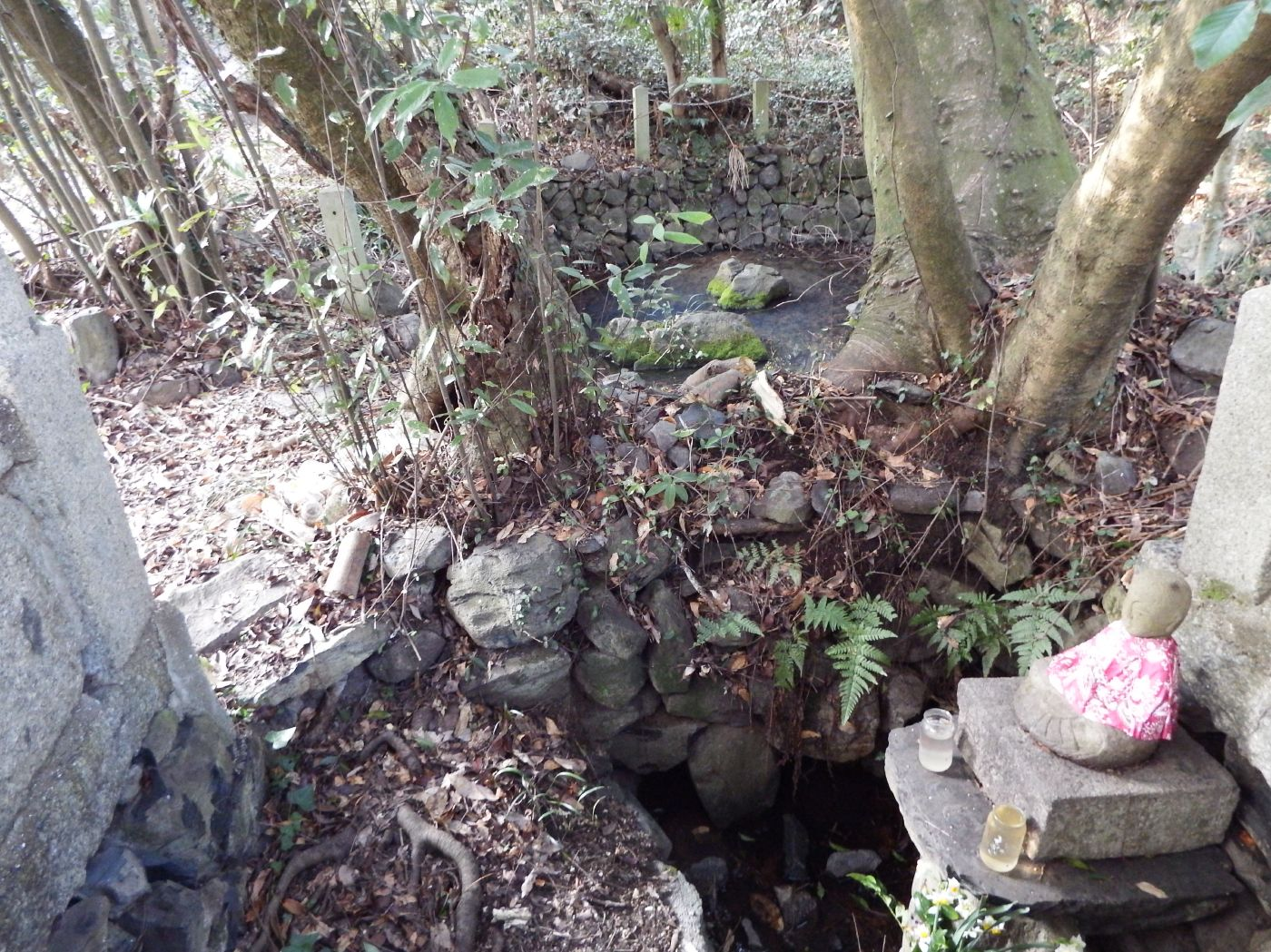
金山薬師境内の池

## 概要
伝説によれば、景行天皇の時代に南海で暴れていた悪魚を退治に向かった讃留霊皇子（さるれおうじ）と80人（88人とも）の勇者が悪魚の毒に苦しんだ。この泉の水を汲んだ童子が勇者達に水を飲ませると、たちまち蘇った。そこで八十蘇場の清水と呼ばれるようになった。
平安時代前期、四国巡錫中の空海（弘法大師）が八十蘇場の清水を訪れ、十一面観音・阿弥陀如来・愛染明王を刻んで仏堂を建てて安置し、また、薬師如来を刻んで泉を閼伽井としたという伝承もある。この仏堂が現在の四国八十八箇所七十九番札所天皇寺の前身であると言われる。なお、その薬師如来（石像）はこの地より500m上った金山の中腹にある金山薬師（瑠璃光寺）の本尊であり、境内にある池を水源としていると云われている。
平安時代末期、保元の乱に敗北し讃岐に配流となっていた崇徳上皇は長寛2年8月26日（1164年9月14日）に、この地で崩御した。京からの使者が到着するまでの20数日間、この泉に遺体を浸していたところ全く腐敗しなかったとの言い伝えがある。崇徳上皇は、この後、荼毘に付され白峯陵に葬られた。
この泉は干魃で涸れることがなく、古来より讃岐の童歌に「やそばの水はドンドン落ちる つるべでくんで ヤッコでかやせ」と唄い継がれた。天皇寺の参道にあり、泉の脇では江戸時代よりところてん屋が営まれている。

## アクセス
- JR予讃線（瀬戸大橋線）八十場駅より南西へ0.5km